# Gypsophila porphyrantha
Gypsophila porphyrantha är en nejlikväxtart som beskrevs av Karl Heinz Rechinger och Aell. Gypsophila porphyrantha ingår i släktet slöjor, och familjen nejlikväxter. Inga underarter finns listade i Catalogue of Life.